# Paikiniana biceps
Paikiniana biceps là một loài nhện trong họ Linyphiidae.
Loài này thuộc chi Paikiniana. Paikiniana biceps được miêu tả năm 2008 bởi Da-xiang Song & Li.